# 北雄ラッキー

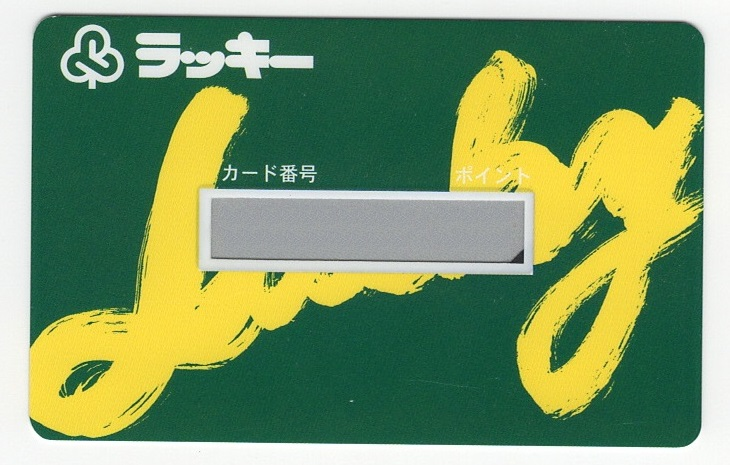
ラッキーカード（衣料館のみ）

北雄ラッキー株式会社（ほくゆうラッキー、英: Hokuyu Lucky Co.,Ltd.）は、北海道を中心にスーパーマーケットを経営する企業である。札幌市を中心に展開している。

## 沿革
- 1962年（昭和37年） - 桐生商店として創業[4]。
- 1971年（昭和46年）4月3日 - 資本金600万円で株式会社オレンジチェーンとして設立[1]。
- 1973年（昭和48年） - 本社を札幌市西区山の手に移転。
- 1974年（昭和49年）5月 - 商号を株式会社山の手ストアー（やまのてストアー）に変更し[1]、本格的にスーパーマーケットのチェーン展開を開始。
- 1977年（昭和52年）12月9日 - イトーヨーカ堂と業務提携[5]。
- 1979年（昭和54年）3月 - イトーヨーカ堂と業務提携解消[5]。
- 1982年（昭和57年）5月 - 株式会社まるせんを合併し、北雄ラッキーに商号変更[1]。
- 1993年（平成5年）9月 - 株式会社シティびほろと合併[1]。
- 2002年（平成14年）10月4日 - JASDAQ証券取引所に上場[6]。
- 2013年（平成25年）
  - 5月17日 - 星置駅前店リニューアルオープン[7][8]。
  - 6月17日 - 本社及び営業本部を札幌市手稲区星置（星置駅前店）に移転[7][8][9][広報 1]。
- 2014年（平成26年）
  - 3月3日 - 山の手店が建て替えのため一時閉店[10]。
  - 3月7日 - 虻田郡倶知安町に倶知安店が開業[11]。
  - 7月16日 - 山の手店リニューアルオープン[12]。
  - 10月20日 - 星置駅前店で電子マネー決済（nanaco、WAON、iD、QUICPay、交通系電子マネー）試験的に導入[13]。
- 2017年（平成29年）
  - 2月3日 - 西野2号店が建て替えのため一時閉店[14]。
  - 3月15日 - 食料品取扱店舗にて電子マネー機能付きポイントカード「ラッキーCoGCaカード」を導入[注 1][15][広報 2]。衣料単独店舗（衣料館）については、従来通りのラッキーカードを利用する[15][広報 2]。
  - 6月19日 - 西野2号店をスクラップアンドビルドしラッキーマート西野店として開業[16]。
  - 10月25日 - Aコープなかゆうべつ店跡にシティマートなかゆうべつを居抜き出店[広報 3]。
- 2019年（令和元年）10月16日 - 全店舗に電子マネー決済（nanaco、WAON、iD、QUICPay、交通系電子マネー）を導入[広報 4][17]。
- 2023年（令和5年）10月6日 - 札幌証券取引所本則市場へ上場。
- 2024年（令和6年）
  - 5月22日 - 白老町の株式会社熊谷商店が運営する、スーパーくまがいの事業譲渡契約を締結[18]。
  - 8月26日 - ラッキーマート 白老店開店[19]。

## 店舗
出店店舗の詳細情報は公式サイト「店舗案内」を参照。

### ラッキー
札幌周辺及び道南地区で使用されているブランドで、札幌市内14店舗を含め道内に25店舗を展開する。
食料品に加えて衣料品や書籍なども取り扱う標準型店舗の「ラッキー」に加え、衣料品を専門に扱う「ラッキー衣料館」、都市郊外や地方といった小商圏向けの小型店「ラッキーマート」が存在する。後述のブランド「シティ」は衣料品専門店を展開していないため、かつて道東地方にあった店舗（ラッキー衣料館札内店、中川郡幕別町、2022年2月20日閉店）も「ラッキー衣料館」の名称を用いていた。
現在のブランドロゴは緑地に白抜きで「LUCKY」「ラッキー衣料館」「LUCKY mart」である。特徴ある店舗として、山の手店（札幌市西区、ラッキー1号店）は「LUCKY yamanote」のロゴを使用しているほか、衣料館が別棟となっており同市中央区にある。朝里店（小樽市）は旧デザイン（通称：クローバーマーク）のまま「Lucky」や「ラッキー」のロゴを使用している。

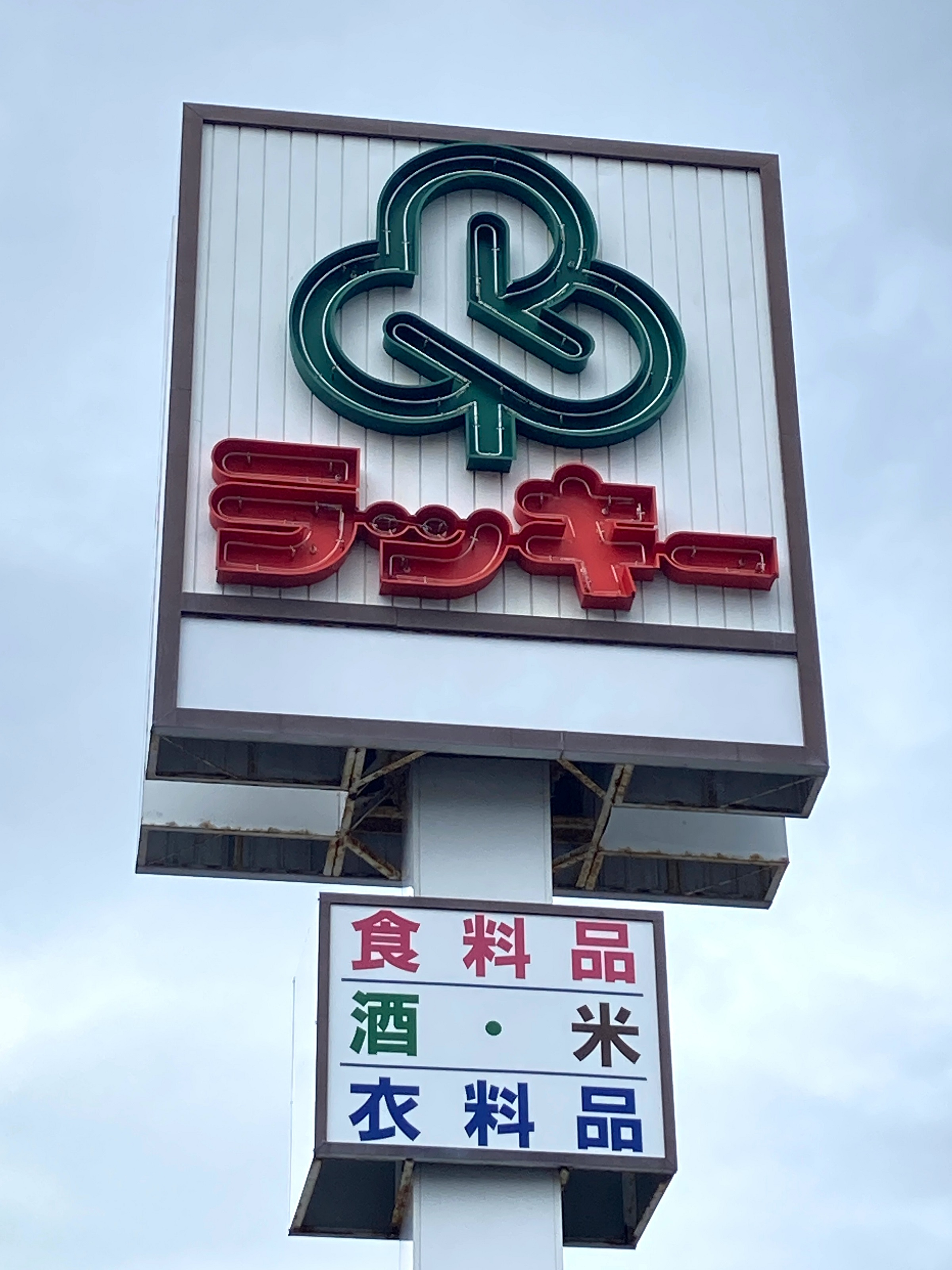
旧ブランドロゴ
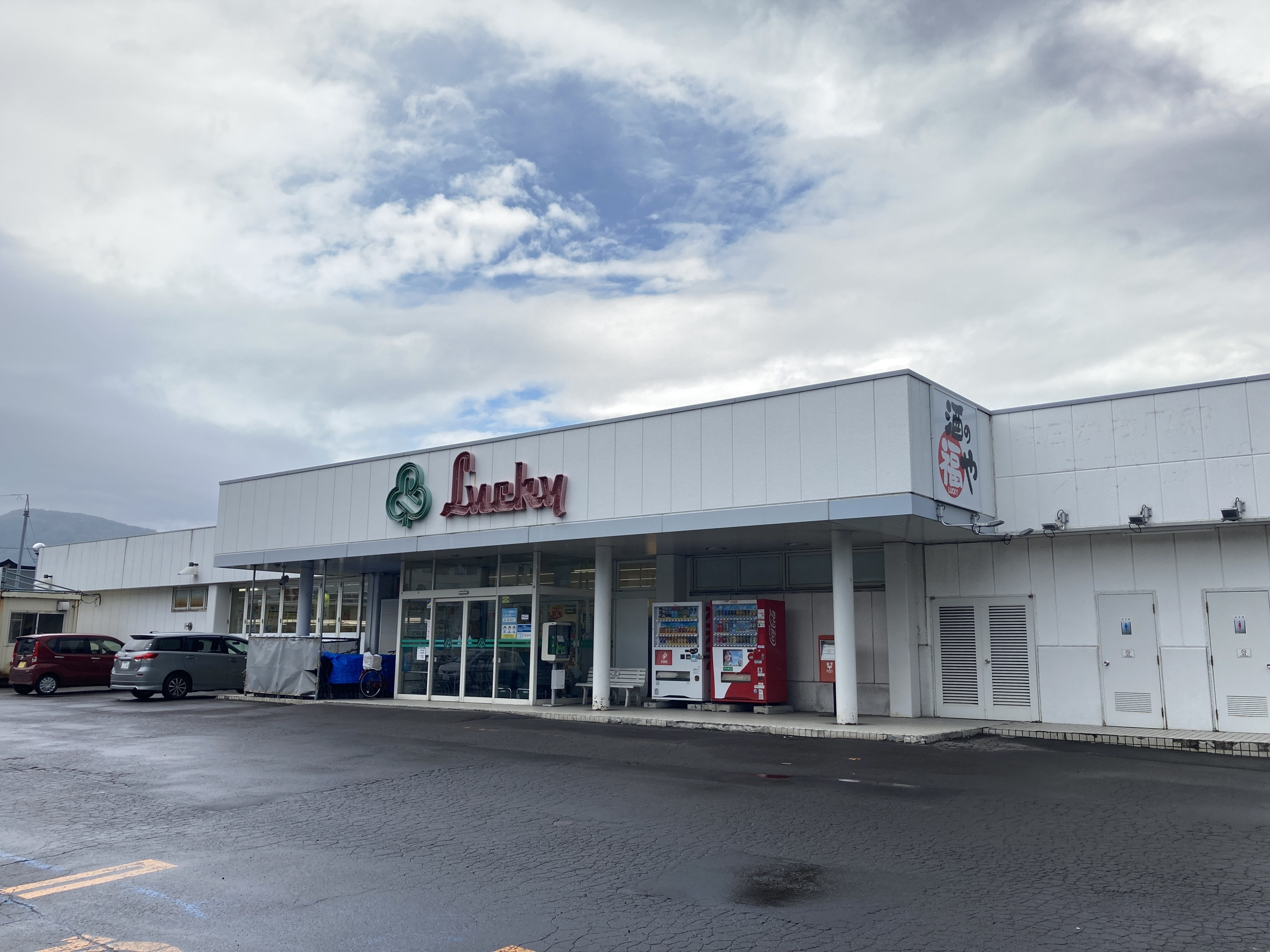
ラッキー朝里店（小樽市）
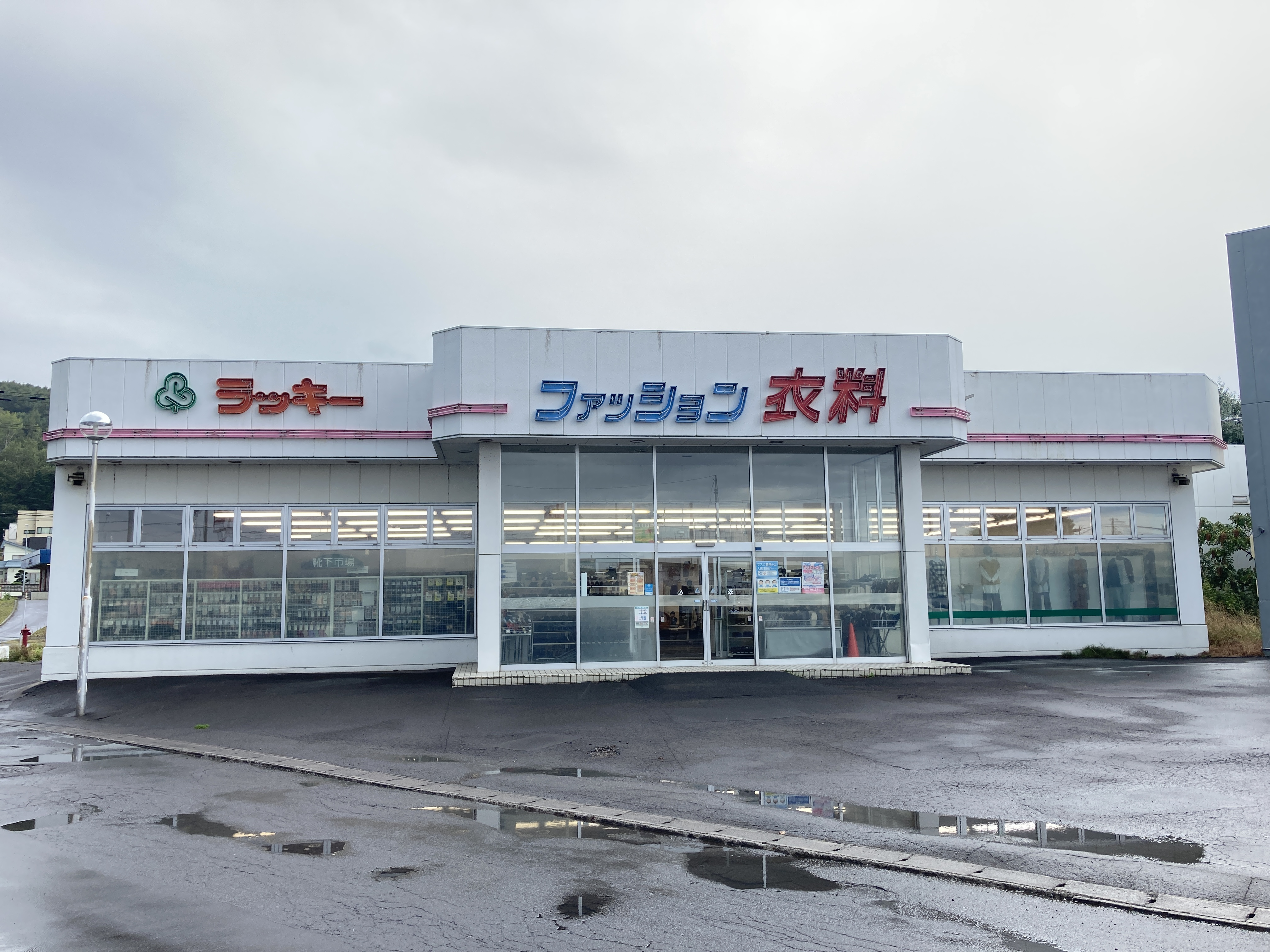
ラッキー朝里店衣料館（小樽市）

### シティ
道東及び道北地区で使用されているブランドで、道東（オホーツク総合振興局）に7店舗、道北（稚内市）に1店舗を展開する。
「ラッキー」と同様に標準型店舗の「シティ」、小商圏向け小型店「シティマート」が存在する。
ブランドロゴは緑地に白抜きで「CITY」「CITY mart」である。
紋別市において、シティ紋別ショッピングセンターを運営している。

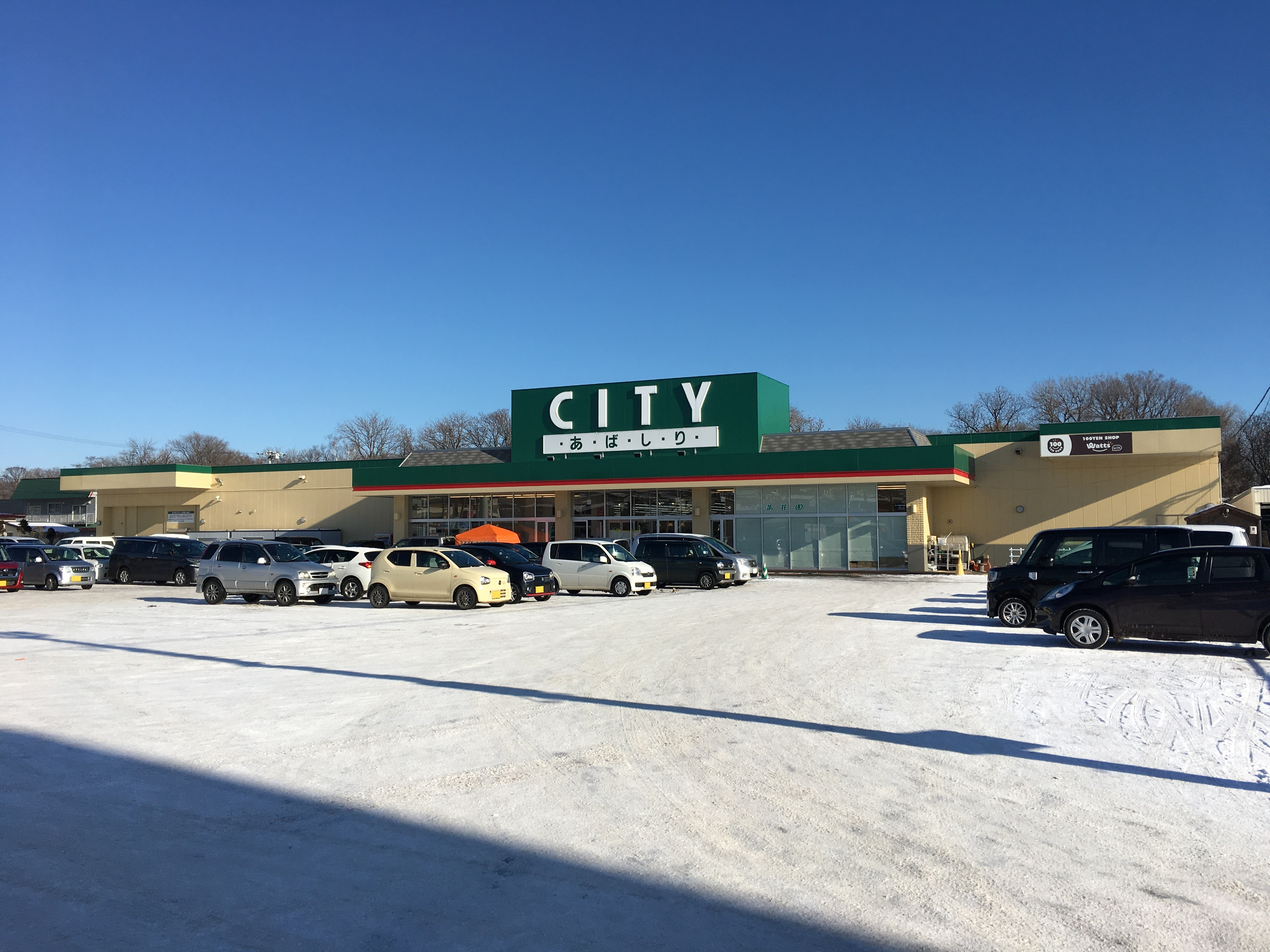
シティあばしり（網走市）
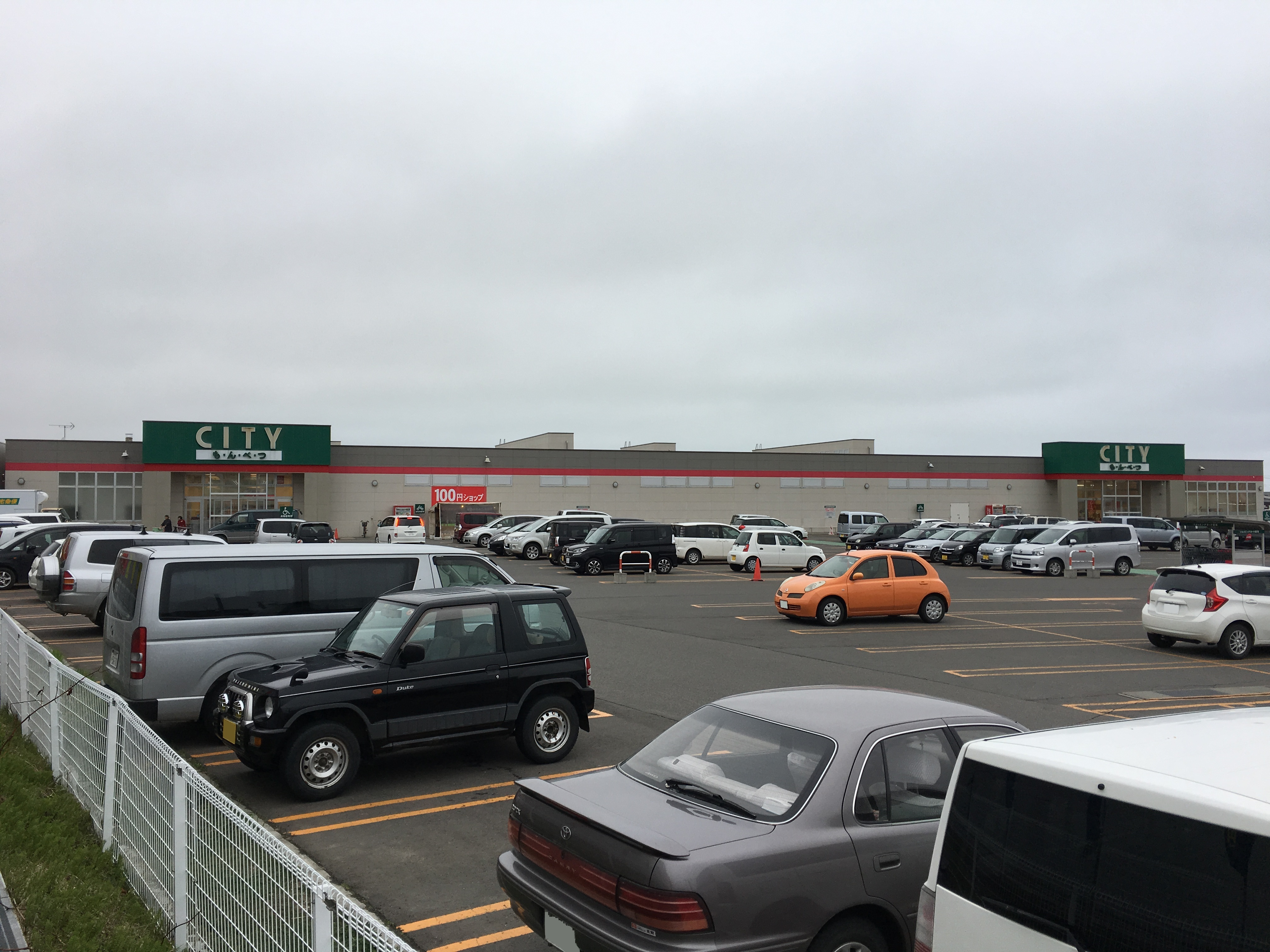
シティもんべつ（紋別市）
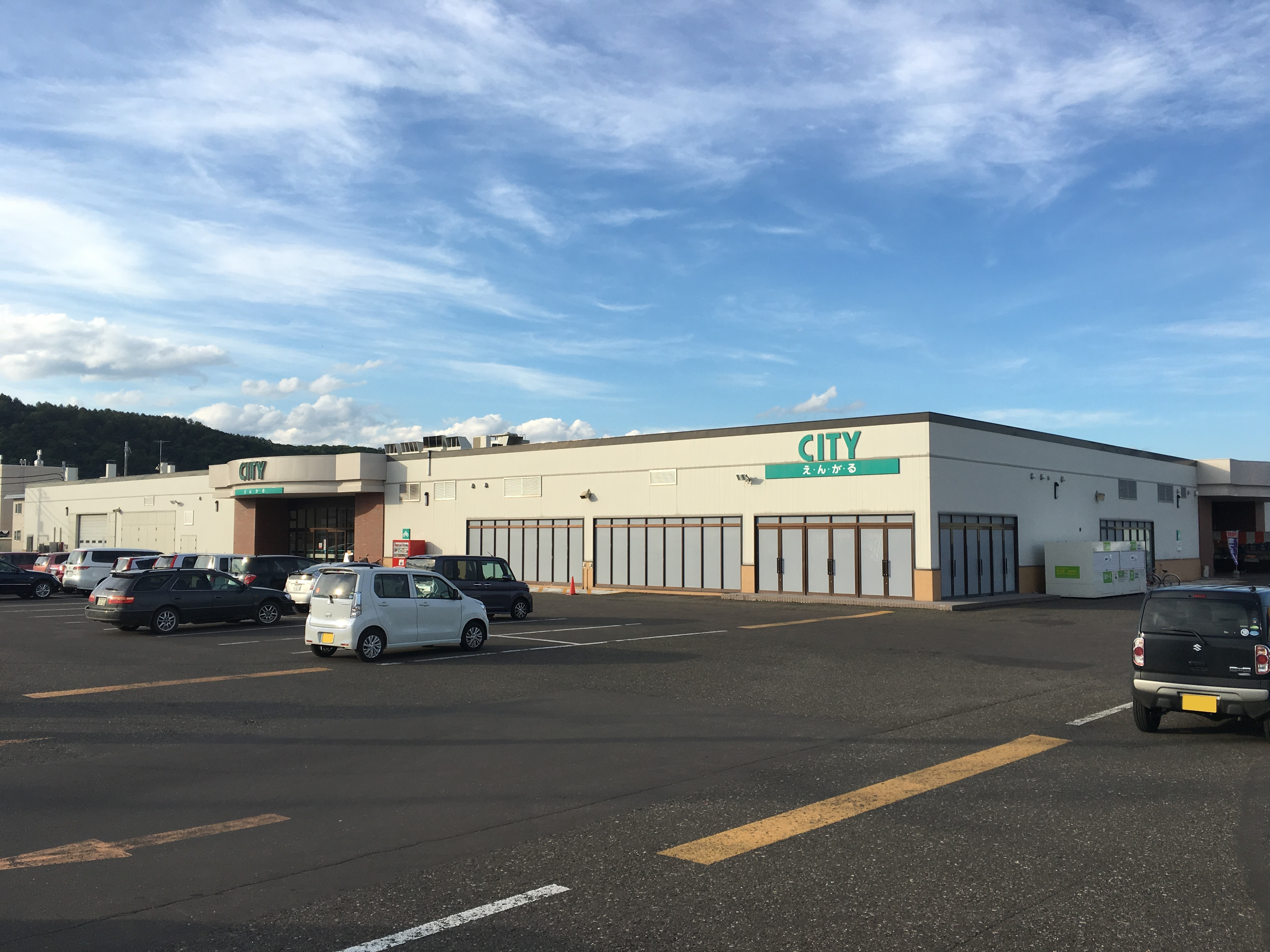
シティえんがる（紋別郡遠軽町）
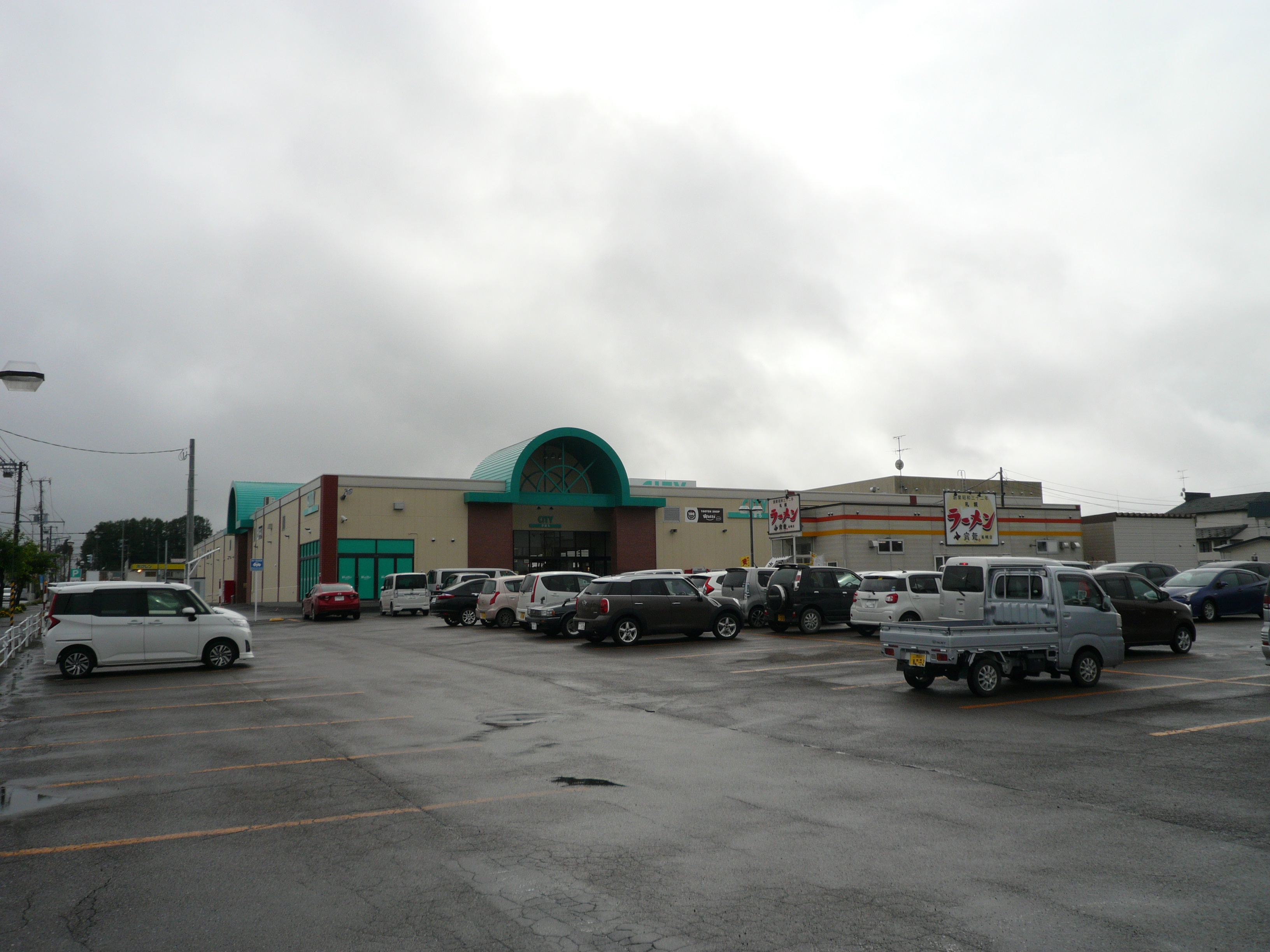
シティびほろ（網走郡美幌町）
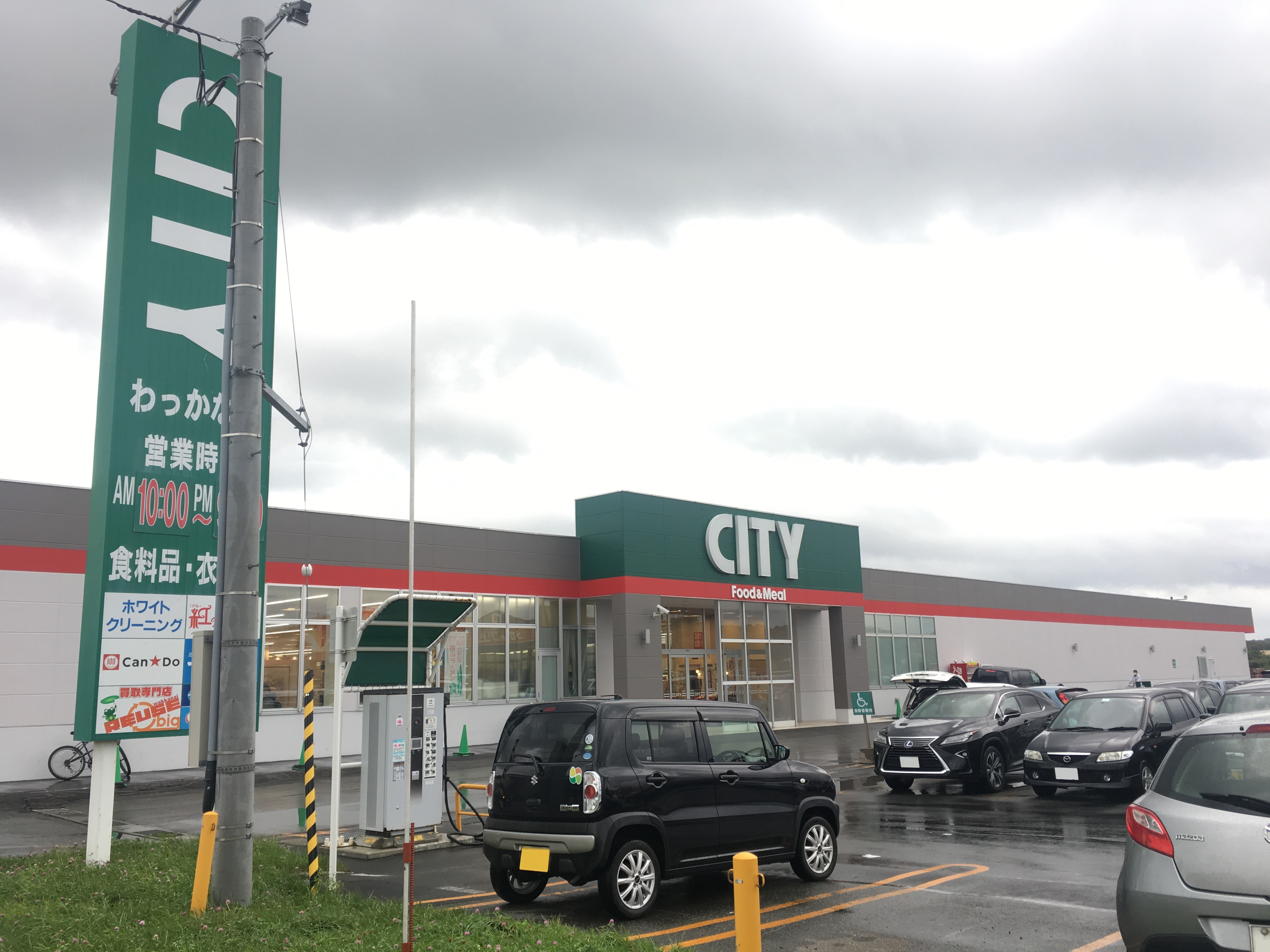
シティわっかない（稚内市）

### ラッキーマート・シティマート
小商圏向けの店舗フォーマット。地域ニーズへの対応とローコストオペレーションをコンセプトとしている。

2015年7月7日、常呂郡訓子府町にシティマートくんねっぷ店を、7月30日に岩見沢市幌向地区のスーパーハルキ跡を賃借しラッキーマート幌向店をオープンした。　

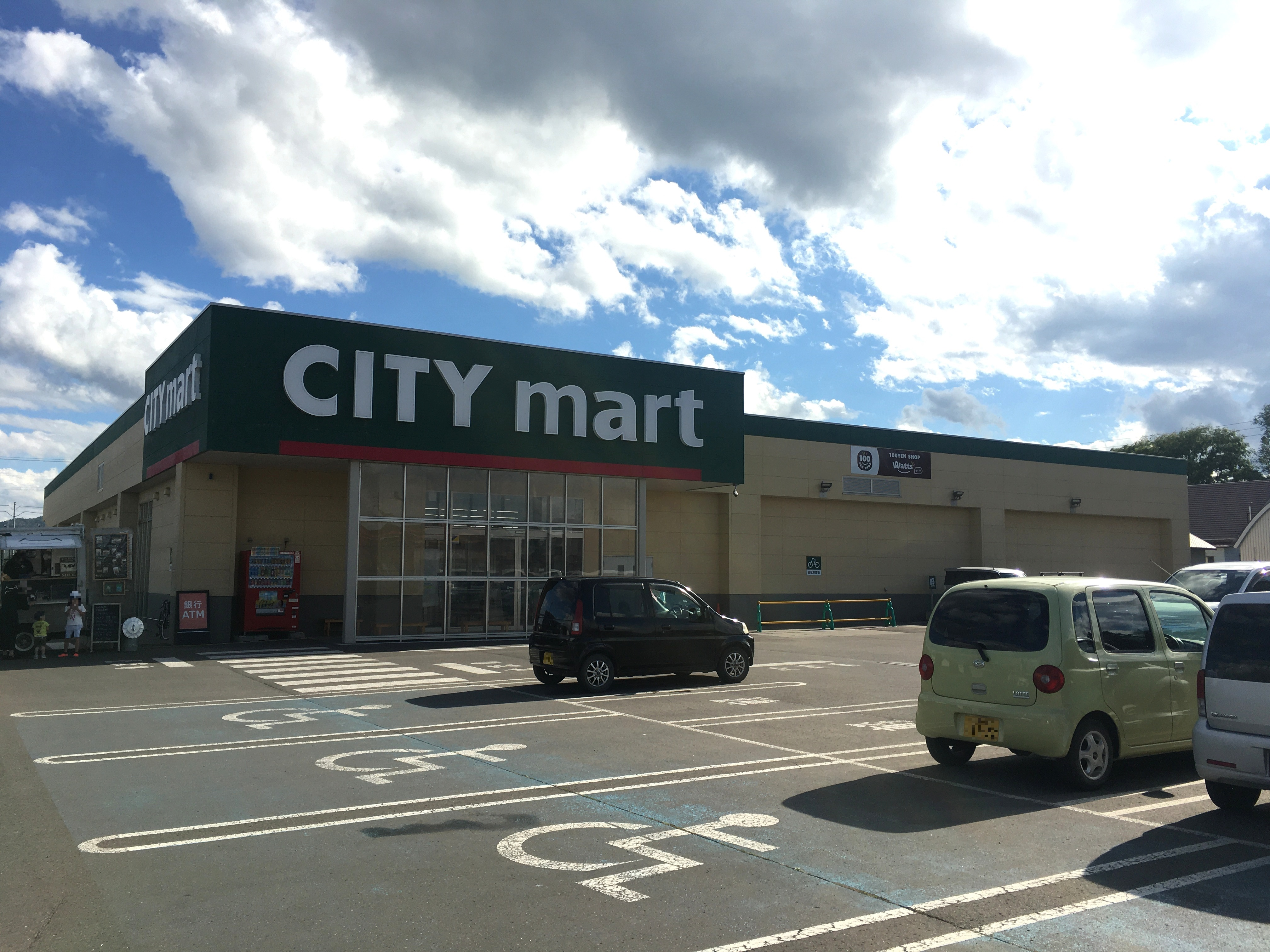
シティマートくんねっぷ（常呂郡訓子府町）
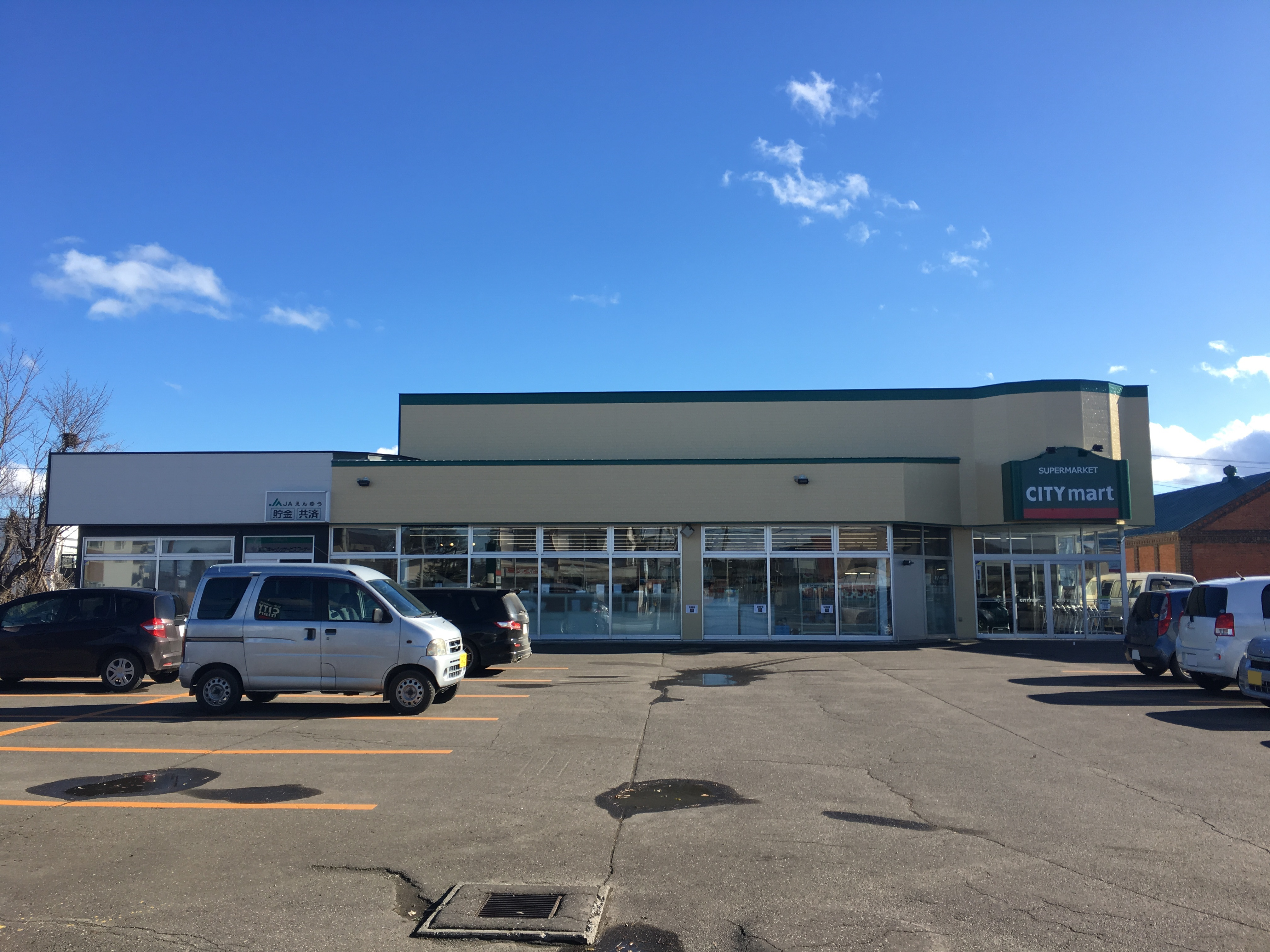
シティマートなかゆうべつ（紋別郡湧別町）
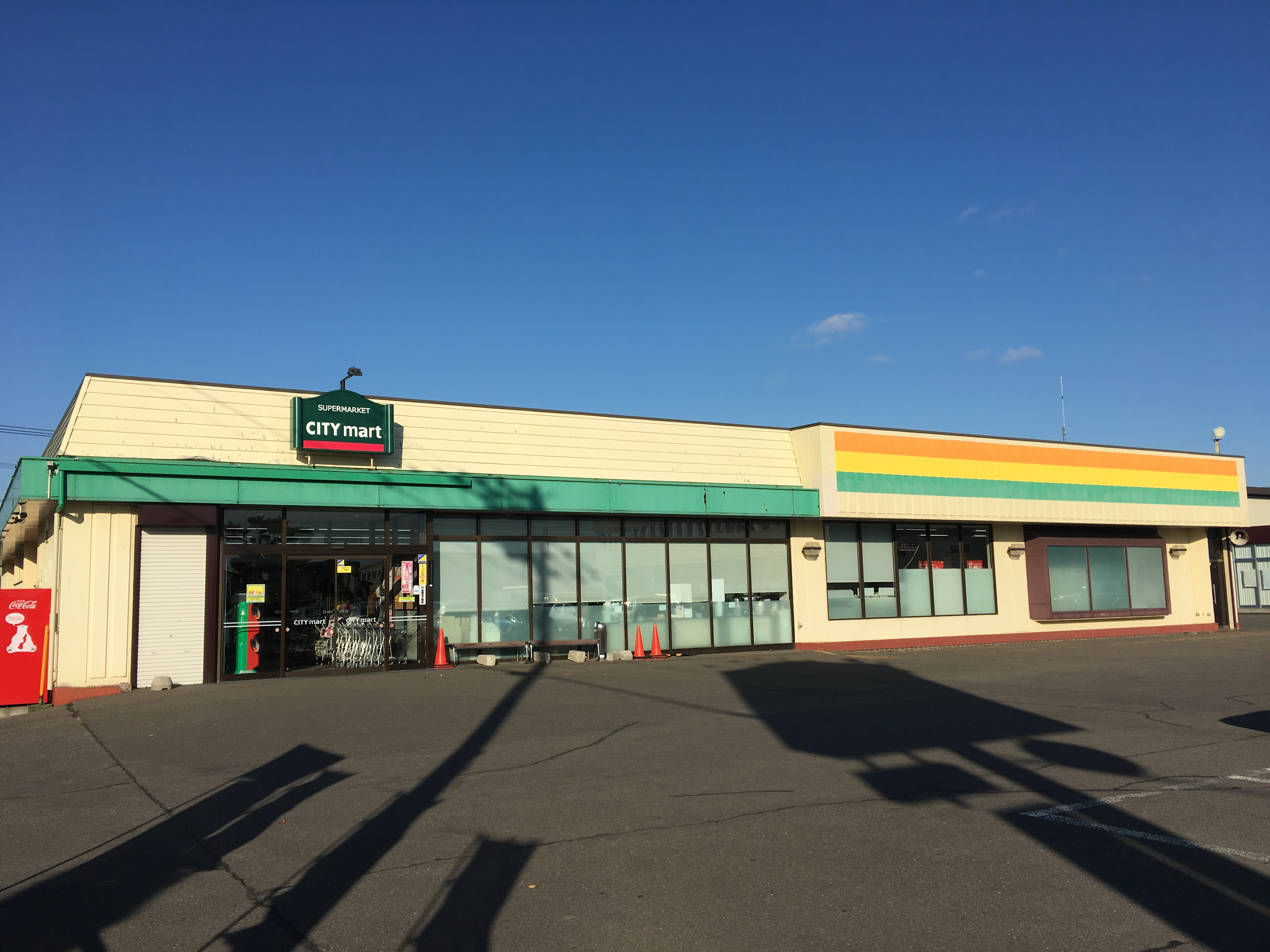
シティマートめまんべつ（網走郡大空町）

### 閉店した店舗
- ラッキー
  - 新琴似2号店（札幌市北区） - 2006年9月閉店[26]

  - 苗穂店（札幌市東区） - スーパーチェーンシガ札幌苗穂店→セイムス札幌苗穂店

  - 衣料白石店（札幌市白石区） 

  - 衣料真駒内店（札幌市南区）

  - 衣料藤野店（札幌市南区）

  - 西野1号店（札幌市西区） - 2016年3月18日閉店[27]

  - 西野2号店（札幌市西区） - 2017年2月3日閉店[28]→建て替えのうえ同年6月19日に「ラッキーマート西野店」として再開業[29]

  - 発寒店（札幌市西区） - 2003年9月開店[30][31]、2024年2月12日閉店[広報 6][31]。店舗面積3,638m2[30][31]。建物は解体され[32][33]、道路を挟んで隣接していたイオンモール札幌発寒の駐車場となっている[33]。
  - 大谷地店（札幌市厚別区） - イーグルパリス→イーエスオブイーグル→イーグルパリス→イーグルタウン2
  - あけぼの店（札幌市手稲区） - 1978年開店。2007年3月閉店[34]。建物解体後、敷地一部にセブン-イレブン札幌曙2条店や集合住宅が建設された。

  - 北野店（札幌市清田区） - 2015年1月27日閉店[35]。
サッポロドラッグストアーも入居していた[36]。跡地には2015年3月12日、ツルハドラッグ北野店がオープン[37]。
  - 美しが丘店（札幌市清田区） - 1995年5月開店[38]、2016年5月17日閉店[39]
契約満了のため閉店[38]。跡地には2016年9月18日、TSUTAYA美しが丘店がオープン[40]。
  - 花川店（石狩市） - 2006年7月閉店[26]

  - 衣料大麻北町店（江別市） - 2007年5月閉店[34]

  - 衣料大曲店（北広島市） 

  - 衣料長都店（千歳市）

  - 衣料手宮店（小樽市） - 2007年7月開店、2023年5月14日閉店[41]

  - 衣料桔梗店（函館市）
- その他
  - ツタヤ篠路店（札幌市北区） - 2012年9月閉店。
フランチャイズとして運営していた[42]。